# Elisabeth Pavel
Elisabeth Pavel (Sibiu, 1º settembre 1990) è una cestista rumena.

## Carriera
con la Romania ha disputato i Campionati europei del 2015.